# Ruben Elias Gomperz
Ruben Elias Gomperz (* 1655 in Emmerich am Rhein; † 20. Juni 1705 in Wesel), auch Ruben Wesel, war ein Kriegslieferant und Hofjude deutscher Fürsten. 
Sein Vater war der wohlhabende Hofjude Elias Gomperz, der mit seiner Frau 10 Kinder hatte. Von dessen Geschäftsort Kleve verlagerte Ruben Gomperz den Mittelpunkt nach Wesel und ließ dort 1694 eine private Synagoge erbauen. Er war Freund und Gönner des Prager Rabbiners David Oppenheimer (1664–1736) und des Rabbiners Judah Mehler (1660–1751). Seine Kunden für Kriegslieferungen vor allem in den spanisch-niederländischen Kämpfen waren u. a. Kurbrandenburg, Kursachsen und Kurköln.
Am 11. August 1697 wurde Ruben in der Weseler Zitadelle inhaftiert unter dem Verdacht, einen Mordplan gegen den Hoffaktor Samson Wertheimer auf Anstiftung seines Onkels Samuel Oppenheimer, der wenig später mit seinem Sohn ebenso festgenommen wurde, erdacht zu haben. Der Skandal löste eine kurzfristige Kreditkrise aus, von der Glückel von Hameln berichtet. Nach Fürsprache der klevischen Stände, anderer Verwandter und Hofjuden wurde er nach einigen Monaten wieder freigelassen, dann erneut festgenommen und in der Festung Spandau in Haft genommen, weil in den Verhandlungen zwischen Berlin und Wien seine Auslieferung eine Forderung war. Diese betrieb insbesondere der antisemitische Kardinal Leopold Kollonitsch in Wien, wenn auch ohne Erfolg in Berlin. Darauf zog Ruben nach Berlin und wurde 1700 außer zum Vorsteher auch zum Steuereinnehmer (Oberrezeptor) der Judenschaften in Kleve und Mark ernannt. 1702 wurde er aber wegen eines angeblich aufrührerischen Pamphlets erneut verhaftet. Erst nach Zahlung einer Kaution und fast einem Jahr Haft kam er wieder frei. Sein Bruder Jakob löste ihn als Vorsteher in Kleve ab, sein weiterer Bruder Bendix Lippstadt als Vorsteher in der Grafschaft Mark. Bei seinem Tod 1705 war sein Prozess noch nicht beendet.
Seine Frau war Hitzel Helene Zaudic, auch Helene Herz, mit der er folgende Kinder hatte: Rabbi Baruch Bendit Wesel (* um 1690; † 1754, auch Benedix Ruben Gumpertz genannt) ließ sich um 1715 in Breslau zu Studien nieder, wurde dort zugleich Münzlieferant der kaiserlich schlesischen Kammer zu Breslau. Ab 1744 war er Landesrabbiner im nun preußischen Schlesien und betrieb weiter Geschäfte, ferner u. a. Sara Hale Hirschel Poesing (verheiratet in Breslau); Elias Ruben Gomperz († 1737 in Halle).

## Einzelbelege
1. ↑  Veröffentlichungen der Historischen Kommission zu Berlin beim Friedrich-Meinecke-Institut der Freien Universität Berlin, Bd. 28. Walter de Gruyter 1968, S. 37
2. ↑  Synagoge in der Rheinstraße. LVR, abgerufen am 19. März 2020.
3. ↑  Digitale Edition - Jüdischer Friedhof Bonn-Schwarzrheindorf (1623–1956): Inv.-Nr. 4055 (29. November 2010)
4. ↑  Denkwürdigkeiten der Glückel von Hameln. Aus dem Jüdisch-Deutschen übersetzt, mit Erläuterungen versehen und hrsg. von Alfred Feilchenfeld, Jüdischer Verlag Berlin, Gräfenhainichen 1920, V. Buch, S. 243ff.
5. ↑  Cilli Kasper-Holtkotte: Im Westen Neues: Migration und ihre Folgen : deutsche Juden als Pioniere jüdischen Lebens in Belgien, 18./19. Jahrhundert. BRILL, 2003, ISBN 978-90-04-13109-5 (google.de [abgerufen am 20. März 2020]).
6. ↑  Guido Kisch: Rechts- und Sozialgeschichte der Juden in Halle 1686–1730. Walter de Gruyter GmbH & Co KG, 2018, ISBN 978-3-11-084004-9 (google.de [abgerufen am 20. März 2020]).
7. ↑  New York Public Library: Die Familie Gomperz. In: Zur Geschichte jüdischer Familien. Band III. Kauffmann, 1907 (archive.org [abgerufen am 20. März 2020]).

| Personendaten    | Personendaten                  |
| ---------------- | ------------------------------ |
| NAME             | Gomperz, Ruben Elias           |
| ALTERNATIVNAMEN  | Gomperz-Wesel, Ruben Elias     |
| KURZBESCHREIBUNG | jüdischer Kaufmann und Bankier |
| GEBURTSDATUM     | 1655                           |
| GEBURTSORT       | Emmerich                       |
| STERBEDATUM      | 20. Juni 1705                  |
| STERBEORT        | Wesel                          |